# Тройен Беллісаріо
Троєн Евері Беллісаріо (англ. Troian Avery Bellisario, нар. 28 жовтня 1985, округ Лос-Анджелес, Каліфорнія, США) — американська акторка, сценаристка, режисерка та продюсерка. Відома за роллю Спенсер Гастінгс у телесеріалі «Милі ошуканки» (2010—2017).

## Біографія
Народилася 28 жовтня 1985 року в родині продюсера Дональда Беллісаріо і акторки Дебори Претт. Має африканські, креольські, сербські та італійські корені.

## Кар'єра
У кіно дебютувала в 1988 році у віці 3-х років, у фільмі батька «Останній ритуал». У листопаді 2009 року Троєн Беллісаріо була прийнята на роль Спенсер Гастінгс в серіалі «Милі ошуканки» (Pretty Little Liars), знятий за однойменною книгою.
У березні 2020 року Беллісаріо зіграє головну роль Клер у пілотній політичній драмі CBS «Ways & Means», яку написав Ед Редліх.

## Особисте життя
З 10 грудня 2016 року одружена з актором Патріком Джей Адамсом, з яким зустрічалася 7 років до шлюбу. 8 жовтня 2018 року народила дочку Аврору. 15 травня 2021 року народилась друга донька Елліот Ровена Адамс.

## Фільмографія
| Фільмографія | Фільмографія                   | Фільмографія                               | Фільмографія                 | Фільмографія                      |
| Рік          | Назва                          | Оригінальна назва                          | Роль                         | Примітки!                         |
| ------------ | ------------------------------ | ------------------------------------------ | ---------------------------- | --------------------------------- |
| 1988         | Останній ритуал                | Last Rites                                 | донька Nuzo                  | Фільм                             |
| 1990         | Квантовий стрибок              | Quantum Leap                               | Тереза                       | 1 епізод                          |
| 1992         | Собаче діло                    | Tequila and Bonetti                        | Тереза Гарсія                | 3 епізоди                         |
| 1998         | Воєнно-Юридична служба         | JAG                                        | Ерін Террі                   | 1 епізод                          |
| 1998         | Татко з афіши                  | Billboard Daddy                            | Крістен                      | Фільм                             |
| 2002         | Перший понеділок               | First Monday                               | Кімберлі Байрон              | 2 епізода                         |
| 2005—2006    | Морська поліція: Спецпідрозділ | NCIS: Naval Criminal Investigative Service | Сара МакГі                   | 2 епізода                         |
| 2006         | Це не можна вимовляти в слух   | Unspoken                                   | Яни                          | Короткий фільм                    |
| 2007         | Дім Арчера                     | Archer House                               | Татум                        | Короткий фільм                    |
| 2009         | Перетинати                     | Intersect                                  | Вікторія                     | Короткий фільм                    |
| 2009         | Перш ніж кабіна сгорить        | Before the Cabin Burned Down               | Мег                          | Короткий фільм                    |
| 2010         | Згода                          | Consent                                    | Аманда                       | Фільм                             |
| 2010         | Світ через замкову щілину      | Peep World                                 |                              | Фільм                             |
| 2010—2017    | Милі ошуканки                  | Pretty Little Liars                        | Спенсер Гастінгс/Алекс Дрейк | Головна роль 160 епізодів         |
| 2011         | Листопад                       | A November                                 | Подруга                      | Короткий фільм                    |
| 2011         | Радий познайомитися з вами     | Pleased to meet you                        | Карсон                       | Фільм                             |
| 2012         |                                | The Come Up                                | Джессіка                     | Короткий фільм                    |
| 2012         | Радісна дівчина                | Joyful Girl                                | Белль                        | Короткий фільм                    |
| 2013         | Боже дитя                      | ￼G.O.G                                     | Дженніфер                    | Фільм                             |
| 2013         | Вигнанці                       | Exiles                                     | Джулі                        | Фільм                             |
| 2014         | Відразу загробне життя         | Immediately Afterlife                      | Беннет                       | Короткий фільм                    |
| 2014—2015    | Форс-мажори                    | Suits                                      | Клер Боуден                  | 2 епізоди                         |
| 2015         | Чорний прибій                  | Surf Noir                                  | Лейсі                        | Короткий Фільм                    |
| 2015         | Мучениці                       | Martyrs                                    | Люсі                         | Фільм                             |
| 2015         |                                | Still A Rose                               | Джуліет                      | Короткий фільм                    |
| 2015         |                                | Amy                                        | Емі                          | Короткий фільм                    |
| 2016         |                                | In the Shadow of Rainbow                   |                              | Короткій фільм                    |
| 2016         | Міські сестри                  | Sister Sities                              | Балтімор                     | Телевізійний фільм                |
| 2017         |                                | Chunk Hank and San Diego twins             | Клер                         | Фільм                             |
| 2017         | Вигодовування                  | Feed                                       | Олівія Грей                  | Фільм Сценарист Продюсер          |
| 2018         |                                | We are here                                | Жінка                        | Короткий Фільм Продюсер Сценарист |
| 2018         | Клара                          | Clara                                      | Клара                        | Фільм                             |
| 2019         | Куди ти пропала, Бернадетт?    | Where'd You Go, Bernadette                 | Беккі                        | Фільм                             |
| 2020         | Стамптаун                      | Stumptown                                  | Дженна Маршалл               | 1 епізод                          |
| 2025         | За викликом                    | On Call                                    | Трейсі Гармоні               | 1 епізод                          |

### Веб
| Рік       | Назва                                  | Оригінальна назва                             | Роль         | Примітка     |
| --------- | -------------------------------------- | --------------------------------------------- | ------------ | ------------ |
| 2012–2013 | Лорен                                  | Sergeant Lauren Weil                          | Лорен        | Головна роль |
| 2013      | Па-гент з Крісом Пайном                | Pa-gents with Chris Pine                      | Кетрін Крест |              |
| 2015      | Інтервет втручання з Тройен Беллісаріо | Instagram Intervention with Troian Bellisario | камео        |              |

### Музичне Відео
| Рік  | Назва           | Артист                 |
| ---- | --------------- | ---------------------- |
| 2014 | "Another Story" | The Head and the Heart |
| 2018 | "Fading Light"  | Nights & Weekends      |

### Режисер
| Рік  | Назва                | Епізод                                  | Примітки         |
| ---- | -------------------- | --------------------------------------- | ---------------- |
| 2017 | Милі ошуканки        | "In the Eye Abides the Heart".          | 7 сезон 15 серія |
| 2018 | Популярна і закохана | "Guess Who's (Not) Coming to Sundance?" |                  |
| 2019 | Good Trouble         | "Swipe Right"                           |                  |

## Нагороди
| Рік  | Нагорода                                | Номінація                                                          | Назва         | Результат |
| ---- | --------------------------------------- | ------------------------------------------------------------------ | ------------- | --------- |
| 2010 | Vision Fest                             | Best Acting – Female Lead                                          | Consent       | Перемога  |
| 2010 | Philadelphia First Glance Film Festival | Best Actress                                                       | Consent       | Перемога  |
| 2011 | Young Hollywood Awards                  | Cast to Watch (shared with Ешлі Бенсон, Люсі Хейл and Шей Мітчелл) | Милі ошуканки | Перемога  |
| 2011 | Teen Choice Awards 2011                 | Choice Summer TV Star: Female                                      | Милі ошуканки | Номінація |
| 2012 | Teen Choice Awards 2012                 | Choice Summer TV Star: Female                                      | Милі ошуканки | Перемога  |
| 2013 | New York Festivals                      | Best Performance by an Actress                                     | Lauren        | Перемога  |
| 2013 | Streamy Award                           | Best Female Performance – Drama                                    | Lauren        | Номінація |
| 2013 | Teen Choice Awards 2013                 | Choice TV Actress: Drama                                           | Милі ошуканки | Перемога  |
| 2014 | IAWTV Award                             | Best Female Performance – Drama                                    | Lauren        | Номінація |